# Musée des oiseaux de la ligue Braille
Le musée des oiseaux de La Ligue Braille est un écomusée permanent qui présente des visites guidées de nombreux oiseaux sculptés dans du balsa avec des commentaires spécifiques enregistrés pour chaque oiseau. Ce lieu est accessible aux personnes aveugles ou malvoyantes.

## Adresse et contact
L'entrée du musée est, en principe, réservée aux aveugles et malvoyants. Les visites se font sur rendez-vous, en petits groupes. 
- La Ligue Braille - rue d'Angleterre 57, 1060 Bruxelles
- Renseignements et rendez-vous : tél. 32. (0)2.533.32.11.